# Anka Bakowa
Ani „Anka” Stojanowa Bakowa (bułg. Анка Стоянова Бакова; ur. 22 lutego 1957 w Peruszticy) – bułgarska wioślarka, brązowa medalistka olimpijska i czterokrotna medalistka mistrzostw świata.

## Kariera
Wystąpiła na igrzyskach olimpijskich w Moskwie w 1980, gdzie osada Bułgarii w składzie: Mariana Serbezowa, Rumeljana Bonczewa, Dołores Nakowa, Anka Bakowa i Anka Georgiewa (sternik) zdobyła brązowy medal w czwórkach podwójnych ze sternikiem. W finale uplasowały się o 0,78 sekundy za osadą NRD i o 0,37 sekundy za osadą ZSRR. Był to jej jedyny start olimpijski. 
W tej samej konkurencji wywalczyła złoto na mistrzostwach świata w Cambridge (1978), srebro na mistrzostwach świata w Bledzie (1979) oraz brąz na mistrzostwach świata w Amsterdamie (1977). Ponadto wspólnie z Iskrą Welinową zdobyła brązowy medal w dwójkach podwójnych na mistrzostwach świata w Monachium (1981).